# Вест-Ілінг (станція)
51°30′49″ пн. ш. 0°19′13″ зх. д. / 51.5137° пн. ш. 0.3203° зх. д.
Вест-Ілінг (англ. West Ealing) — станція Great Western Main Line у лондонському боро Ілінг. Розташована у 3-й тарифній зоні, за 10,6 км від станції Паддінгтон. В 2017 році пасажирообіг станції становив 1.035 млн пасажирів. Обслуговується потягами Great Western Railway, Elizabeth line та Chiltern Railways з одним рейсом на добу.
Станцію було відкрито в 1871 як Касл-Гілл-енд-Ілінг-Дене (англ. Castle Hill and Ealing Dene) у складі Great Western Railway.

## Пересадки
Пересадки на автобуси London Buses маршрутів: E7 та E11

## Послуги
| Попередня станція | Лінія | Лінія                                         | Лінія | Наступна станція |
| ----------------- | ----- | --------------------------------------------- | ----- | ---------------- |
| Дрейтон-Грін      |       | Great Western Railway Great Western main line |       | Кінцева          |
| Саут-Руїсліп      |       | Chiltern Railways                             |       | Кінцева          |
| Ганвелл           |       | Crossrail Elizabeth line                      |       | Ілінг-Бродвей    |